# Jean Costa
Pour les articles homonymes, voir Costa.
Jean Costa, né à Bastia le 15 juin 1924 et mort à Marseille le 1er juin 2013, est un organiste français.

## Biographie
Fils et petit-fils d’organistes rattachés à la tribune de l’orgue de la basilique Saint-Jean-Baptiste de Bastia, Jean Costa reçoit sa première formation musicale au sein de sa famille. Il poursuit ses études dès 1943 à Lyon auprès d’Édouard Commette (organiste de la primatiale Saint Jean et précurseur dans l’enregistrement de la musique pour orgue) où il devient organiste - accompagnateur de la Maîtrise.
En 1945, Jean Costa monte à Paris pour suivre les cours de Maurice Duruflé et Marcel Dupré. Il accède à la classe d’orgue de ce dernier au Conservatoire de Paris pour en sortir en 1949 couronné par un premier prix d’orgue et d’improvisation conjointement à Françoise Renet, Marie-Madeleine Chevalier et Jean Bonfils.
Après avoir été suppléant pendant quelque temps de son maître Marcel Dupré aux grandes orgues de Saint-Sulpice à Paris, Jean Costa est nommé en 1952 organiste titulaire des grandes orgues Cavaillé-Coll de l’église Saint-Vincent-de-Paul à Paris, poste qu'il occupera jusqu’en 1997.
Pédagogue recherché, Jean Costa fut professeur d’orgue au conservatoire de Nantes de 1953 à 1970 et se vit confier en 1971 la classe d’orgue du Conservatoire Darius Milhaud d’Aix-en-Provence d’où sortiront de nombreux élèves tels que Jean-Pierre Lecaudey, Gilles Harlé ou encore Chantal de Zeeuw qui prit sa succession à ce poste en 1992.
Concertiste de renommée internationale, invité des principaux festivals d’orgue, Jean Costa a donné plus de mille récitals en France, dans tous les pays d’Europe, en URSS et en Amérique, où il aborde tout le répertoire et l’improvisation, discipline où il excelle.

## Discographie
Jean Costa a réalisé une centaine d'enregistrements pour les télévisions et radios françaises et étrangères. À la tête d’une importante discographie nous pouvons citer ses enregistrements des grandes œuvres de Johann Sebastian Bach, des maîtres anciens allemands (Buxtehude, Bruhns, Muffat, Pachelbel, etc.) sur des instruments historiques (Weingarten, Ottobeuren, Lünebourg, ). Jean Costa enregistra également les intégrales des Douze pièces de César Franck, les intégrales de Johannes Brahms, des œuvres de Robert Schumann ainsi que celles de Franz Liszt ; cette dernière parution lui valant en 1974 le Grand Prix de l’Académie du Disque Français et le Prix de l’Académie de musique Franz-Liszt de Budapest. Jean Costa prit part pour sa dernière participation au disque, à l’enregistrement collectif « Les orgues de Paris » où il interprète deux extraits de la célèbre Suite gothique de Léon Boëllmann qui fut son prédécesseur à la tribune de Saint-Vincent-de-Paul de 1887 à 1897.